# Kanton Mornant
Mornant is een kanton van het Franse departement Rhône. Het kanton maakt deel uit van het arrondissement Lyon. Het heeft een oppervlakte van 242.45 km² en telt 40.675 inwoners in 2017, dat is een dichtheid van 168 inwoners/km²

## Gemeenten
Het kanton Mornant omvatte tot 2014 de volgende 13 gemeenten:
- Chaussan
- Mornant (hoofdplaats)
- Orliénas
- Riverie
- Rontalon
- Saint-André-la-Côte
- Saint-Didier-sous-Riverie
- Saint-Laurent-d'Agny
- Saint-Maurice-sur-Dargoire
- Saint-Sorlin
- Sainte-Catherine
- Soucieu-en-Jarrest
- Taluyers

Door de herindeling van de kantons bij decreet van 27 februari 2014, met uitwerking in maart 2015 werd het kanton uitgebreid tot 22 gemeenten. 
Op 1 januari 2017 werden de gemeenten Saint-Didier-sous-Riverie, Saint-Maurice-sur-Dargoire en Saint-Sorlin samengevoegd tot de fusiegemeente (commune nouvelle) Chabanière. Op 1 januari 2018 werden de gemeenten Chassagny, Saint-Andéol-le-Château en Saint-Jean-de-Touslas samengevoegd tot de fusiegemeente (commune nouvelle) Beauvallon. De deelgemeente Chassagny werd pas bij decreet van 5 maart 2020 aan het kanton Mornant toegevoegd. 

Sindsdien omvat het kanton de volgende 19 gemeenten:
- Ampuis
- Beauvallon
- Chaussan
- Chabanière
- Condrieu
- Échalas
- Les Haies
- Loire-sur-Rhône
- Longes
- Mornant
- Riverie
- Saint-Cyr-sur-le-Rhône
- Saint-Laurent-d'Agny
- Saint-Romain-en-Gal
- Saint-Romain-en-Gier
- Sainte-Colombe
- Soucieu-en-Jarrest
- Trèves
- Tupin-et-Semons